# سفارة تونس لدى باكستان
سفارة تونس لدى باكستان هي البعثة الدبلوماسية لجمهورية تونس لدى جمهورية باكستان الإسلامية، وتقع بالعاصمة إسلام آباد.